# Heterocerus aragonicus
Heterocerus aragonicus là một loài bọ cánh cứng trong họ Heteroceridae. Loài này được Kiesenwetter miêu tả khoa học đầu tiên năm 1850.